# Peridroma arenosoides
Peridroma arenosoides là một loài bướm đêm trong họ Noctuidae.